# VfL Gummersbach

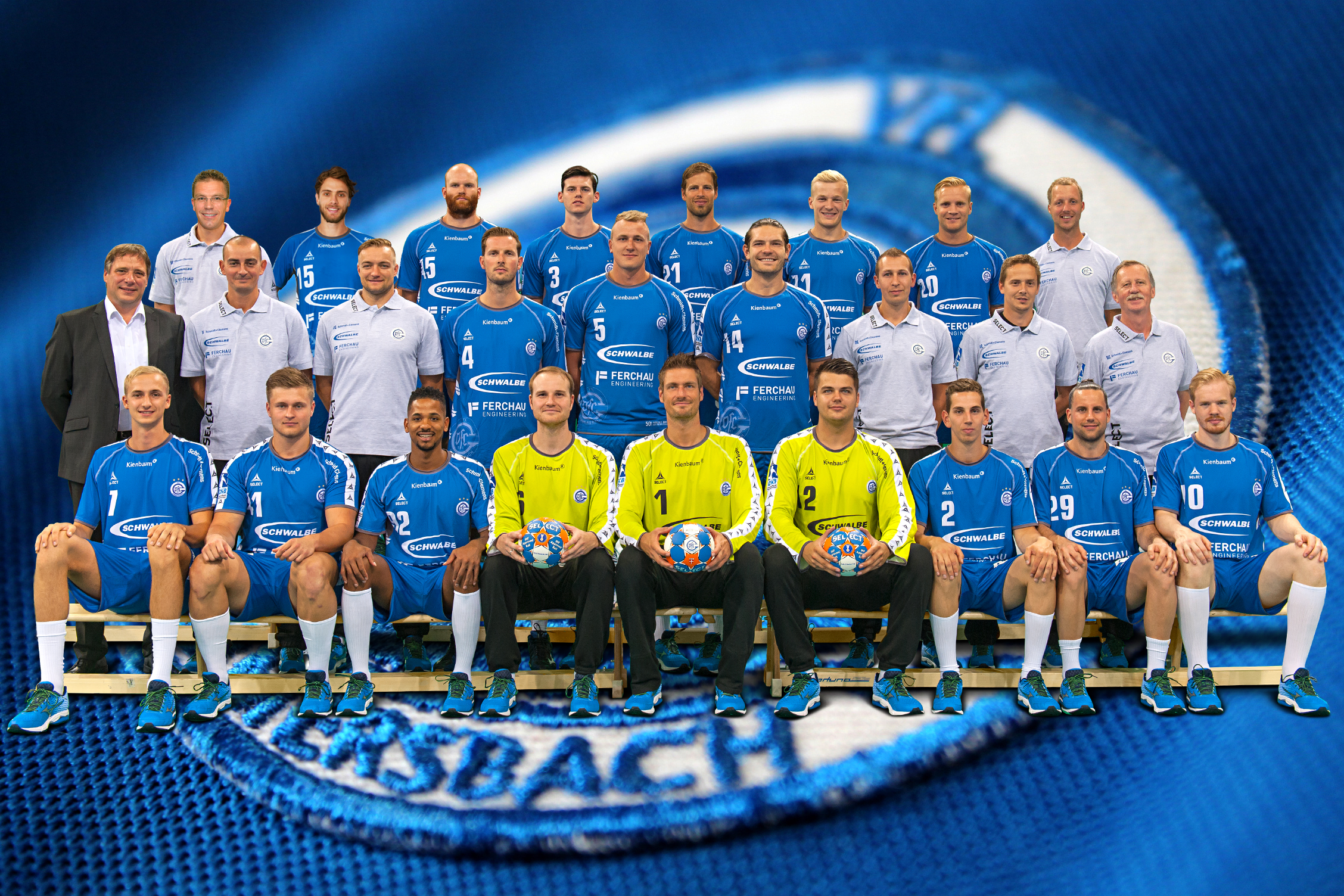
A 2015–16-os szezon csapata

A VfL Gummersbach egy német sportegyesület Gummersbachban, amely főleg a férfi kézilabdacsapatáról híres. A kézilabdán kívül atlétika, sí, asztalitenisz és torna szakág működik a klub keretein belül. A VfL a Verein für Leibesübungen rövidítése.
A kézilabdaszakosztályt 1923-ban alapították meg. Németországban ekkoriban a sportág szabadtéren játszott változatát kedvelték leginkább, a klub alapítói azonban inkább a teremkézilabdát választották. Az 1965/66-os szezonban nyerte a csapat az első német bajnoki címét. Innentől kezdve az 1990-es évek elejéig minden évben a VfL Gummersbach a német bajnokesélyesek közé tartozott, sőt a nemzetközi kupákban is eredményesen szerepelt. A csapat utoljára 1991-ben tudott nyerni valamit, ekkor a bajnokságban végeztek az élen.
1997-ben a csapat pénzügyi gondokkal küszködve játszott a bajnokságban, a játékosoknak le kellett mondaniuk a fizetésük egy részéről, illetve több meghatározó játékost el kellett adniuk, hogy talpon tudjanak maradni. Ekkor alapították meg a VfL Handball Gummersbach GmbHt, amely társaság a pénzügyi konszolidációért felelős.

## Sikerei
- Német bajnokság: 12-szeres győztes
  - 1965/66, 1966/67, 1968/69, 1972/73, 1973/74, 1974/75, 1975/76, 1981/82, 1982/83, 1984/85, 1987/88, 1990/91
- Német-kupa: 5-szörös győztes
  - 1977/78, 1978/79, 1981/82, 1982/83, 1984/85
- EHF Bajnokok Ligája: 5-szörös győztes
  - 1966/67, 1969/70, 1970/71, 1973/74, 1982/83
- EHF-kupa: 1-szeres győztes
  - 1981/82

## A 2007/08-as idény játékoskerete
| - 1 Fazekas Nándor - 2 Geoffroy Krantz - 5 Kevin Jahn - 7 Kenneth Klev - 8 Denis Zaharov - 10 Roman Pungartnik - 11 Daniel Narcisse - 12 Goran Stojanović |  | - 13 Momir Ilić - 14 Sverre Andreas Jakobsson - 16 Stanislaw Gorobtschuk - 18 Róbert Gunnarsson - 20 Oleg Kulesov - 21 Alexandros Alvanos - 22 Guðjón Valur Sigurðsson - 77 Vedran Zrnić |

## Külső hivatkozások
- A VfL Gummersbach kézilabda szakosztályának hivatalos oldala